# آلبر ساواروس

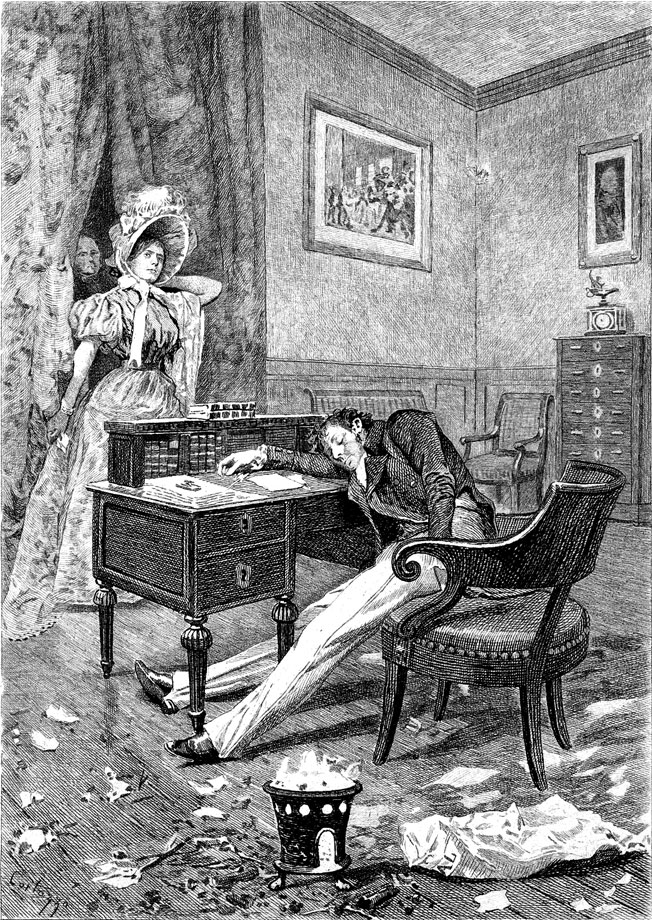
تصویر آلبرت ساواروس (1842) اثر آنوره دو بالزاک.

آلبر ساواروس (به فرانسوی: Albert Savarus) رمانی از اونوره دو بالزاک، نویسندهٔ فرانسوی، که در ۱۸۴۲ منتشر شد.

## داستان رمان
در آخرین سال‌های دوران بازگشت سلطنت و نخستین سال‌های حکومت لوئی فیلیپ، در شهر بزانسون، زنی میانسال، ثروتمند و بااراده به نام بارون دو واتویل تسلط خود را بر شوهر سست‌اراده و تنها دختر، روزالی، اعمال می‌کند. جوان برازنده‌ای به نام آمده دو سولاس، همیشه همراه اوست و بارون دو واتویل او را برای شوهری دخترش در نظر گرفته است. اما در روح دختر نوجوان، که زیر فشار تربیت جابرانه‌ای بزرگ شده است، آرزوهای افسانه‌وار سرکشی و عصیان نهفته است.
از چندی پیش در آن شهر، یک وکیل دعاوی به نام ساوارون دو ساواروس مقیم شده که شخصیت نیرومند و مرموزش کنجکاوی مردم پرگوی شهر را به‌شدت برانگیخته است. روزالی در نهان به این مرد عشق می‌ورزد و این عشق روز به روز قوت بیشتری می‌گیرد. ساواروس خود را برای انتخابات آیندهٔ مجلس آماده می‌سازد و در همان حال، روزالی می‌کوشد تا به راز این مرد پی ببرد و او را زیر نظر می‌گیرد. ساواروس داستان بلندی مطابق پسند روز، با عنوان «جاه‌طلب عشق»، منتشر می‌کند که سرگذشت رمانتیک‌وار جوانی است از خانوادهٔ اشراف، ولی زادهٔ وصلتی غیر مشروع، که در اثنای سفری تفریحی به سوییس دیوانه‌وار عاشق یک زن بسیار زیبا ولی متأهل ایتالیایی می‌شود. زن به همراه شوهر پیرش به آنجا تبعید شده است. جوان کشف می‌کند که او شاهدخت کولونا است و بنابر مصلحتی با این شریف‌زادهٔ اهل ناپل که پنجاه سال از او مسن‌تر است ازدواج کرده است.
جوان گه متقابلاً مورد محبت شاهدخت قرار گرفته است با او خداحافظی می‌کند و از او دور می‌شود، ولی قول می‌دهد که مقامی شایسته به دست بیاورد تا بتواند با شاهدخت پس از مرگ شوهرش (که به زودی رخ خواهد داد) ازدواج کند. روزالی پی می‌برد که قهرمان این داستان خود ساواروس است و پس از اینکه به نامه‌های ارسالی وکیل دسترس پیدا می‌کند خیلی زود حدسش تایید می‌شود. انتخابات فرا می‌رسد. اما ساواروس در حساس‌ترین لحظهٔ مبارزات انتخاباتی به طور مرموزی ناپدید می‌شود. دختر جوان چون می‌داند که شاهدخت کولونا اکنون بیوه شده است با تمهیدی اهریمنی موفق می‌شود که نامه‌هایی به دست شاهدخت برساند و به او القا کند که ساواروس دیگر دوستش ندارد. هنگامی که وکیل دعاوی موفق می‌شود که پرده از روی این دروغ بردارد دیگر دیر شده و شاهدخت با دیگری ازدواج کرده است. ساواروس در صومعه‌ای معتکف می‌شود و روزالی پس از مرگ پدرش از مادر خود (که با آمده ازدواج کرده است) جدا می‌شود و در گوشهٔ املاکش از مردم کناره می‌گیرد.

## سبک افکت
این سرگذشت، که متعلق به دورهٔ نخست هنر بالزاک است، آمیزه‌ای از رئالیسم قدرتمند و رمانتیسم سودازده است و فقط حوادث فرعی آن، که سبک نیرومند و تحلیلگر بالزاک در آن‌ها آشکار می‌شود، زنده است. ارزش خاص این داستان در این است که بالزاک مقداری از خصوصیات روحی خود رادر ساواروس جاه‌طلب نهاده است.